# Arroyo Martínez
Arroyo Martínez es una localidad del distrito Paranacito del departamento Islas del Ibicuy, en la provincia de Entre Ríos, República Argentina. Se halla sobre el arroyo Martínez, uno de los cauces fluviales del Delta del Paraná, a 5 kilómetros de su desembocadura sobre el río Uruguay. Depende administrativamente del municipio de Villa Paranacito, de cuyo centro urbano dista unos 9 km.
La población de la localidad era de 206 habitantes en 2001, no habiendo sido considerada localidad en el censo de 1991.
Era uno de los principales asientos poblacionales de la zona, pero perdió ese sitio en manos de Villa Paranacito.